# Marie-Élisabeth de Schleswig-Holstein-Sonderbourg-Glücksbourg
Marie-Élisabeth de Schleswig-Holstein-Sonderbourg-Glücksbourg (en allemand Maria Elisabeth von Holstein-Glücksburg) est née à Glücksbourg (Allemagne) le 26 juillet 1628 et meurt à Kulmbach le 6 juin 1664. Elle était une noble allemande, fille du duc Philippe de Schleswig-Holstein-Sonderbourg-Glücksbourg (1584-1663) et de Sophie de Saxe-Lauenbourg (1601-1660).

## Mariage et descendance
Le 10 décembre 1651 elle se marie à Bayreuth avec Georges-Albert de Brandebourg-Culmbach (1619-1666), fils de Christian de Brandebourg-Bayreuth (1581-1655) et de Marie de Prusse. Le mariage a six enfants:
- Christian de Brandebourg-Culmbach (1653-1653)
- Sophie de Brandebourg-Culmbach (1655-1656)
- Georges de Brandebourg-Culmbach (1657-1658)
- Erdmann de Brandebourg-Culmbach (1659-tué en 1678)
- Christian-Henri de Brandebourg-Culmbach
- Charles de Brandebourg-Culmbach (1663-1731).